# Ингвинална херния
Хернията представлява преминаване на коремни органи или части от тях, обвити в херниален сак, през отвори на коремната стена навън или в други кухини. При ингвиналната херния тези органи излизат през ингвиналния (слабинен) канал.

## Симптоми
Оплаквания при ингвинална (слабинна) херния са:
- подутина в слабинната област при физически усилия или в изправено положение
- увеличаване на подутината с течение на времето
- чувство на дискомфорт и опъване
- болка в областта[1]